# Hiekkasaari (ö i Mellersta Finland, Äänekoski)
Hiekkasaari är en ö i Finland. Den ligger i sjön Iisjärvi och i kommunen Äänekoski i den ekonomiska regionen  Äänekoski ekonomiska region  och landskapet Mellersta Finland, i den centrala delen av landet, 300 km norr om huvudstaden Helsingfors. Öns största längd är 210 meter i nord-sydlig riktning.